# Авалон (полуостров)
А́валон — крупный полуостров в юго-восточной части острова Ньюфаундленд. Входит в Переписной район №1.
Полуостров имеет площадь 9220 км² и отличается извилистостью берегов, изобилующих заливами и хорошими гаванями. Был одной из первых областей в Северной Америке, которую заселили европейские колонисты. На полуострове проживает 250 тыс. человек (примерно половина всего населения Ньюфаундленда) и располагается столица провинции город Сент-Джонс. Неподалёку находится остров Белл-Айлэнд.
Мыс Кейп-Спир — самая восточная точка континентальной Северной Америки.
Полуостров известен хорошо сохранившимися окаменелостями ранних многоклеточных организмов, в честь него был назван Авалонский взрыв — эволюционное событие произошедшее около 575 миллионов лет назад в эдиакарии, во время которого возникли первые организмы эдиакарской биоты.